# أستاذ مستخلف
الأستاذ المستخلف (بالإنجليزية: Adjunct professor)‏ هو نوع من التعيين الأكاديمي في التعليم العالي. تختلف شروط هذا التعيين وأمن الحيازة ‏ في أجزاء مختلفة من العالم. يُعيّن الأستاذ المستخلف عضوا ضمن هيئة تدريس بدوام جزئي في منصب مساعد، في مؤسسة للتعليم العالي.

## أمريكا الشمالية
في الولايات المتحدة، يكون المستخلف، في معظم الحالات، عضو هيئة تدريس غير دائم. ومع ذلك، يمكن أن يكون أيضًا باحثًا أو مدرسًا صاحب العمل الأساسي ليس المدرسة أو القسم الذي لديهم وضع مستخلف. يشكل الأساتذة المستخلفون غالبية المدرسين في مؤسسات التعليم العالي (ما بعد الثانوي). كما هو الحال مع غيرهم من العاملين بدوام جزئي، فإنهم يتقاضون رواتب أقل من الأساتذة بدوام كامل ولا يتلقون مزايا الموظفين مثل التأمين الصحي أو وجود مكتب. في معظم الحالات يحتاج الأساتذة المستخلفون إلى درجة الماجستير، لكن في بعض الحالات يتطلبون فقط درجة البكالوريوس والخبرة ذات الصلة. ومع ذلك، أكثر من ثلثهم حاصلون على درجة الدكتوراه. في العديد من الجامعات، يشير لقب «أستاذ مستخلف» (أو أشكال مختلفة منه، مثل «أستاذ مشارك مستخلف») إلى درجة الدكتوراه أو درجة نهائية أخرى؛ قد يحصل الحاصلون على درجة الماجستير أو البكالوريوس على لقب «محاضر مستخلف». أعربت الرابطة الأمريكية لأساتذة الجامعات ‏ [متى؟] عن قلقها من أن ربع المناصب الجامعية فقط هي مناصب ثابتة، مع ما يترتب على ذلك من آثار على الأمن الوظيفي والحرية الأكاديمية. في تحليل عام 2018، اعتبرت الرابطة الأمريكية لأساتذة الجامعات أن 73٪ من وظائف التدريس بالجامعة في الولايات المتحدة هي مسار غير ثابت.
في كندا، غالبًا ما يتم ترشيح الأساتذة المستخلفين تقديراً للمشاركة النشطة مع المؤسسة المعينة. في الوقت نفسه، يتم توظيفهم من قبل الحكومة أو الصناعة أو المهنة أو مؤسسة أخرى.

## أوروبا
في البرتغال، يشير الأستاذ المستخلف (professor adjunto) إلى توظيف ثابت بدوام كامل في إحدى جامعات الفنون التطبيقية. والجدير بالذكر، في بلدان مثل الأرجنتين والبرازيل، أن تسمية الأستاذ المستخلف تعني أيضًا توظيفًا مستقرًا. يشير المصطلح نفسه المستخدم في الأرجنتين والبرازيل إلى منصب غير ثابت في أجزاء من إسبانيا.
في المجر، يوجد مصطلح مماثل (adjunktus)، وكذلك مصطلح (adiunkt) في بولندا.

## جنوب آسيا
في بنغلاديش، تتبع الجامعات الخاصة لقب الأستاذ المستخلف أو الأستاذ المشارك المستخلف للإشارة إلى أعضاء هيئة التدريس غير المنتظمين.
في باكستان، يُعتبر الأساتذة المستخلفون (المساعدون / المشاركون) أيضًا أعضاء هيئة تدريس غير منتظمين، وعادةً ما يتم منح المناصب للعلماء الباكستانيين في الخارج في إطار برنامج تطوير أعضاء هيئة التدريس.

## جنوب شرق آسيا وأوقيانوسيا
في أستراليا، مصطلح «مستخلف» مخصص للأكاديميين والباحثين من خارج الجامعة الذين لديهم ارتباط وثيق بالجامعة، على سبيل المثال، من خلال الإشراف على طلاب الدكتوراه، المعترف بهم من خلال لقب فخري يعكس رتبهم ومكانتهم (محاضر مستخلف، محاضر أول، أستاذ مشارك، بروفيسور).
في تايلاند، يعتبر الأساتذة المتخلفون (المساعدون / المشاركون) «موظفين غير منتظمين».